# Célia Helena Centro de Artes e Educação
O Célia Helena Centro de Artes e Educação Educação é uma instituição de ensino dedicada à formação em artes cênicas, localizada na cidade de São Paulo, Brasil. Fundada em 1977 pela atriz e educadora Célia Helena, oferece cursos técnicos, livres e programas de ensino superior por meio da Escola Superior de Artes Célia Helena (ESCH).

## Histórico
A instituição foi criada em um período de renovação nos métodos de formação teatral no Brasil. Em 1977, implantou o curso Técnico Profissionalizante em Teatro, autorizado pela Secretaria de Educação do Estado de São Paulo e regulamentado pela Lei nº 6.533/78 e pelo Decreto nº 82.385/78, que tratam das profissões artísticas no país. A conclusão desse curso possibilita o registro profissional junto ao Ministério do Trabalho e Emprego.
Em 1988, o curso técnico passou a utilizar a denominação Teatro-Escola Célia Helena (TECH), adotando um projeto pedagógico voltado à formação profissional de atores e atrizes.
Em 2008, foi criada a Escola Superior de Artes Célia Helena (ESCH), reconhecida pelo Ministério da Educação como instituição de ensino superior. Desde então, passou a oferecer o curso de bacharelado em Artes Cênicas, com atividades acadêmicas e de pesquisa.
Em 2021, iniciou o curso de Licenciatura em Teatro, estruturado de acordo com a Base Nacional Comum Curricular (BNCC), destinado à formação de docentes para a educação básica.

## Estrutura e gestão
A instituição é dirigida por Lígia Cortez, atriz e mestre em Artes da Cena. A equipe pedagógica é formada por profissionais das áreas de artes e educação, que atuam nas funções de coordenação, docência e pesquisa.

## Ex-alunos
Ex-alunos do Célia Helena atuam em diferentes áreas ligadas às artes cênicas, como teatro, televisão e cinema no Brasil. Algumas trajetórias profissionais foram mencionadas em veículos especializados e publicações sobre formação artística no país.